# Zambrano
Zambrano – miasto w Kolumbii, w departamencie Bolívar.